# Suar
Suar là một thành phố và là nơi đặt ban đô thị (municipal board) của quận Rampur thuộc bang Uttar Pradesh, Ấn Độ.

## Địa lý
Suar có vị trí 29°02′B 79°03′Đ / 29,03°B 79,05°Đ Nó có độ cao trung bình là 214 mét (702 feet).

## Nhân khẩu
Theo điều tra dân số năm 2001 của Ấn Độ, Suar có dân số 26.142 người. Phái nam chiếm 53% tổng số dân và phái nữ chiếm 47%. Suar có tỷ lệ 28% biết đọc biết viết, thấp hơn tỷ lệ trung bình toàn quốc là 59,5%: tỷ lệ cho phái nam là 34%, và tỷ lệ cho phái nữ là 20%. Tại Suar, 19% dân số nhỏ hơn 6 tuổi.